# Entodon pallescens
Entodon pallescens är en bladmossart som beskrevs av Mitten 1869. Entodon pallescens ingår i släktet Entodon och familjen Entodontaceae. Inga underarter finns listade i Catalogue of Life.